# Bellis annua
Bellis annua és una planta herbàcia nativa del sud d'Europa. La subespècie Bellis annua L. subsp. annua rep els nom comuns en català de margalideta, margalidetes, margarida, margarideta, margaridoia, margaridoia anual, primavera o picarol. És una herba de petita alçada, una roseta de fulles basals i fulles dentades i espatulades de 2 a 5 cm de llarg al llarg de la tija. És un teròfit de cicle anual. Produeix diversos tiges dotades de fulles espatulades amb el marge dentat, cosa que la diferencia de Bellis perennis, que no té fulles sobre el tija i les flors són clarament més grans, a més de ser perenne. Floreix a l'hivern. Habita a la vora de carreteres i camins i en prats terofítics. Bellis annua fou descrita per Linné i publicat a Species Plantarum 2: 887. 1753